# 小行星4207
小行星4207（4207 Chernova）是一颗绕太阳运转的小行星，为主小行星带小行星。该小行星于1986年9月5日发现。

## 轨道参数
小行星4207的轨道半长轴为3.0174433 UA，离心率为0.055。